# Janie
Janie is een Amerikaanse filmkomedie uit 1944 onder regie van Michael Curtiz.

## Verhaal
Het tienermeisje Janie Conway woont in het kleine stadje Hortonville. Tijdens de Tweede Wereldoorlog wordt daar een legerkamp ingericht. Janie en haar vriendinnen raken opgewonden door het vooruitzicht dat er jonge soldaten in de buurt zullen worden gelegerd.

## Rolverdeling
| Acteur          | Personage                    |
| --------------- | ---------------------------- |
| Joyce Reynolds  | Janie Conway                 |
| Robert Hutton   | Dick Lawrence                |
| Edward Arnold   | Charles Conway               |
| Ann Harding     | Lucille Conway               |
| Alan Hale       | Professor Matthew Q. Reardon |
| Robert Benchley | John Van Brunt               |
| Clare Foley     | Elsbeth Conway               |
| Barbara Brown   | Thelma Lawrence              |
| Hattie McDaniel | April                        |
| Richard Erdman  | Scooper Nolan                |
| Jackie Moran    | Mickey                       |
| Ann Gillis      | Paula Rainey                 |
| Russell Hicks   | Kolonel Lucas                |
| Ruth Tobey      | Bernadine Dodd               |
| Virginia Patton | Carrie Lou                   |